# Echeveria derenbergii
Echeveria derenbergii är en fetbladsväxtart som beskrevs av J. A. Purpus. Echeveria derenbergii ingår i släktet Echeveria och familjen fetbladsväxter. Inga underarter finns listade i Catalogue of Life.

## Bildgalleri

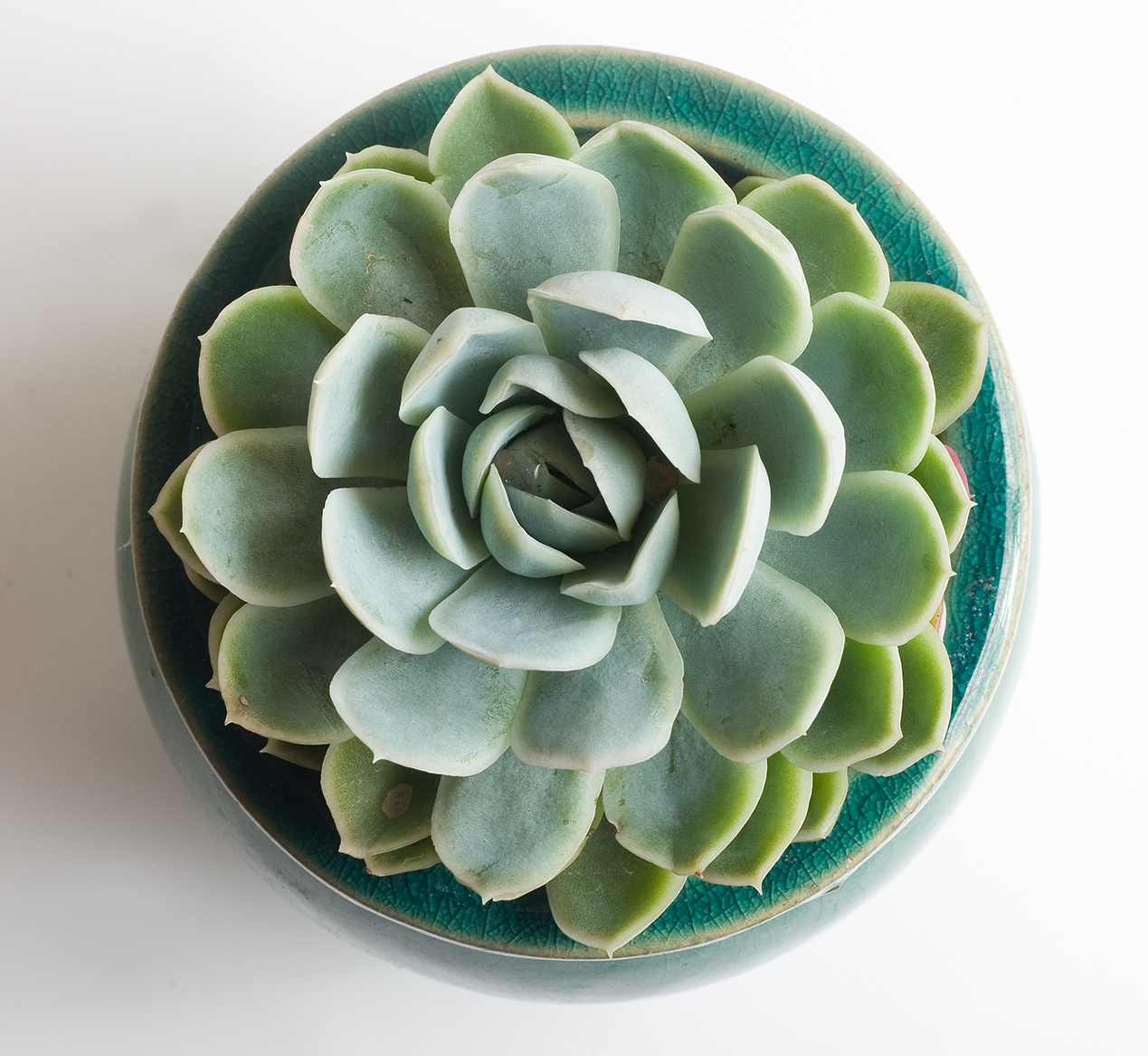
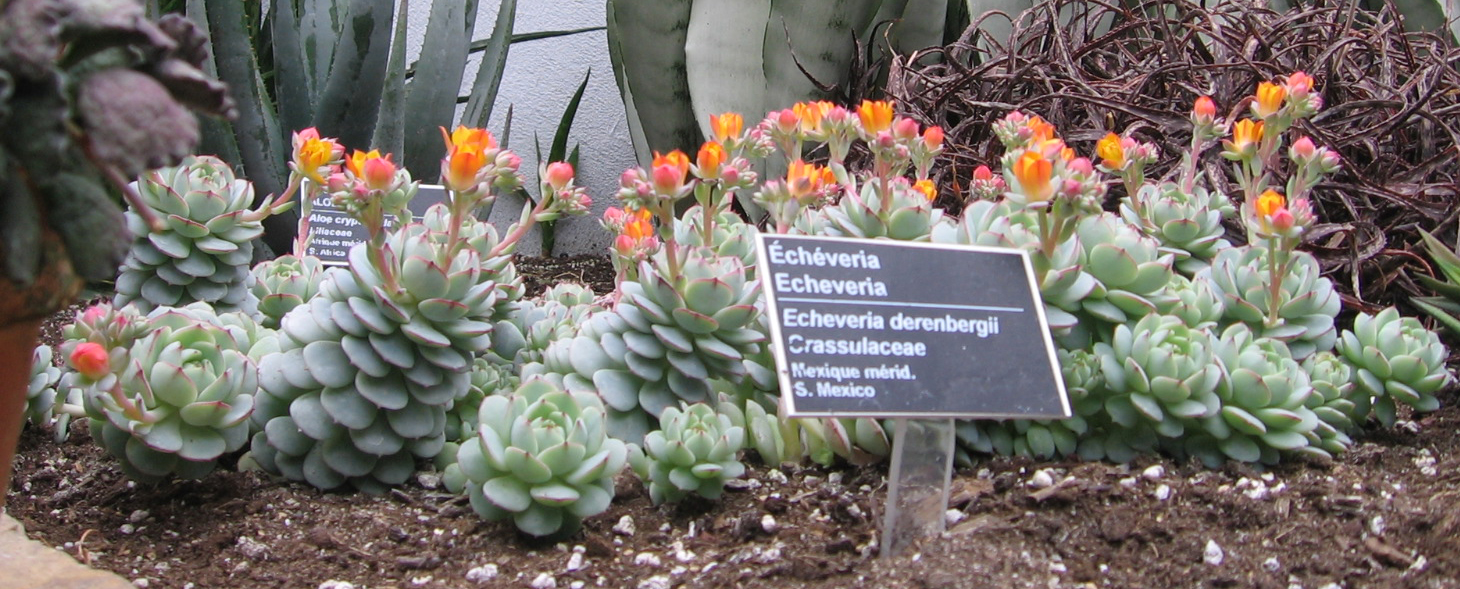
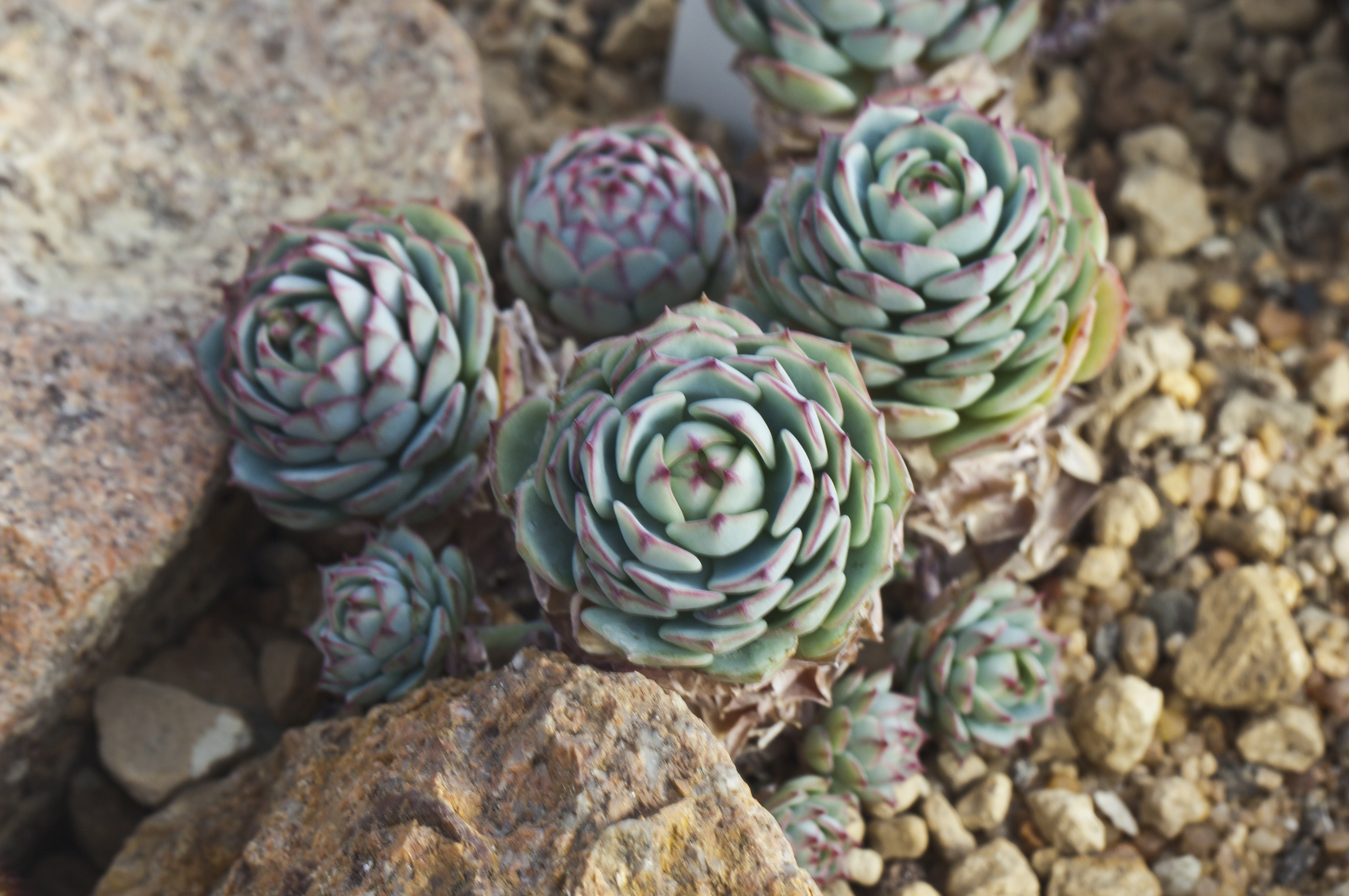
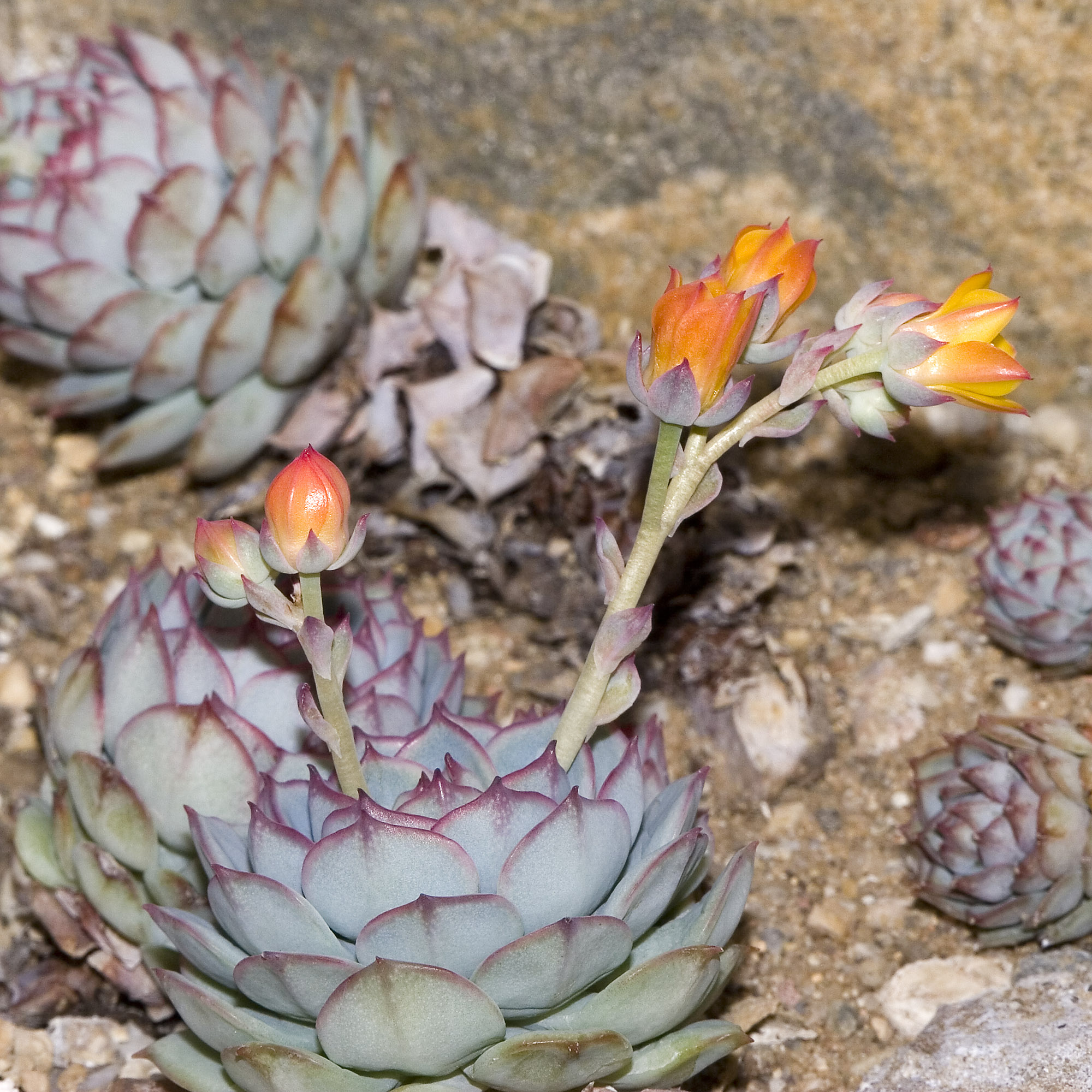